# Encoded Archival Guide
Encoded Archival Guide (EAG) ist ein Entwurf für einen Standard und die dazugehörige XML-Struktur zur Codierung von Informationen über Archive, wie z. B. Adresse, Öffnungszeiten oder technische Ausstattung. Es ergänzt die archivischen Standards Encoded Archival Description (EAD) und Encoded Archival Context (EAC) um eine Möglichkeit, detaillierte Informationen zu denjenigen Institutionen bereitzustellen, die in elektronischen Findmitteln nachgewiesene Bestände bereithalten.
EAG war 2008 in der Version Alfa 0.2 als DTD ausschließlich für XML definiert.
Seit 2012 liegt eine weitgehend überarbeitete Version des Schemas vor, die im Rahmen des APEx-Projekts für das Archives Portal Europe entwickelt worden ist und vom deutschen Bundesarchiv gepflegt wird.